# Єшвович Яніна Львівна
Яніна Львівна Єшвович (15 вересня 1930 ― 24 жовтня 2003) ― голова галицької караїмської громади, знавчиня галицько-луцького діалекту караїмської мови, працівниця банківської сфери, фундаторка Музею караїмської історії та культури. Представниця знатного караїмського роду, відомого в Галичі з XVIII ст.

## Життєпис
Народилася 15 вересня 1930 року в сім'ї Леона (21.01.1875―3.03.1953) та Гелени (Рахелі) (6.09.1894―22.12.1970) Єшвовичів у Галичі. Навчалася в Галицькій середній школі, вищу освіту здобула в Московському фінансово-економічному інституті. До 1989 року працювала в Галицькому відділенні аграрно-промислового банку. В останні роки була заступницею керівника банку. Також працювала в регіональному управлінні Національного банку України в місті Івано-Франківську.
Приділяла активну увагу збереженню і розвитку культури караїмського народу. Очолювала галицьку караїмську громаду. З метою дослідження, вивчення галицько-луцького діалекту караїмської мови до міста Галича приїжджали науковці: Ілля Якович Нейман, Кенесбай Мусаєв, Єва Агнес Чато Йогансон, Ярослав Дашкевич, Стефан Гонсьоровський, Анна Сулімович, Маріола Абкович, Михайло Кізілов, Авраам Кефелі та інші. Яніна Єшвович радо зустрічала дослідників і ділилась з ними отриманими знаннями з рідної караїмської мови, адже була чи не єдиною, яка нею володіла.

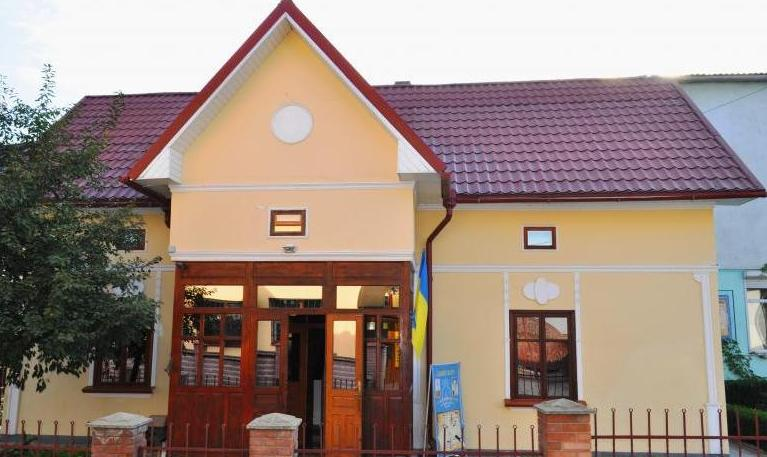
Музей караїмської історії та культури, Галич, 2004

Після закриття кенаси Галича (1960), а потім і її знесення (1985) Яніна Львівна з іншими караїмами довгий час зберігала майно храму. У 1993 році вона передала світильники та інші предмети в кенасу Вільнюса. При її безпосередньої участі караїмська бібліотека, вівтар і інші речі були передані в Євпаторію.
Активно сприяла створенню в цьому місті музею караїмської культури. В Національний заповідник «Давній Галич», під керівництвом Яніни Львівни сім'ї караїмів міста передали понад п'ять тисяч предметів матеріальної культури й документів (в тому числі пергаментний сувій Тори, молитовні рукописні книги, деталі інтер'єру галицької кенаси, караїмська періодика). Музей розмістився в житловому караїмському будинку кінця XIX століття, розташованого в центрі Галича на майдані Різдва Христового. Музей караїмської історії та культури відкрито 4 листопада 2004, за рік після смерті Яніни Єшвович.
Учасники та учасниці галицької караїмської громади збиралися в будинку Яніни Львівни на Шабат та інші релігійні свята, слухали богослужіння, записані на магнітофонну плівку, читали караїмські часописи, окреслювали план розвитку культури громади. В березні 1995 року громада ввійшла до Всеукраїнської асоціації кримських караїмів «Кримкарайлар». В 1996 році галицькі караїми, за активної участі Яніни Львівни, відзначили 750-ліття громади. У 2000 році Галицька територіальна караїмська громада офіційно зареєстрована в державних органах.
У 2002 році брала участь у Міжнародній науковій конференції «Караїми Галича: історія та культура», де висвітлювала тему «Галицька караїмська громада в XX ст.», вітала присутніх рідною караїмською мовою і знайомила із національною кухнею, пригощаючи присутніх кубете.
Померла 24 жовтня 2003 року.